# 网走分屯基地
44°4′44.2″N 144°13′49.8″E / 44.078944°N 144.230500°E
網走分屯基地（あばしりぶんとんきち、JASDF Abashiri Sub Base）位于日本北海道網走市字美岬官有無番地，是航空自衛隊三泽基地之分屯基地，部署有第28警戒隊。
分屯基地司令同时兼任第28警戒隊長。
基地部署有固定雷达站，负责对北海道东北部以及鄂霍次克海方面的对空警戒、监视任务。位于網走市街地以北，約6km高的丘陵上，標高約260m。

## 配置部隊
- 第28警戒隊

## 沿革
- 1952年：美軍的第848航空警戒管制中隊（848th Aircraft Control & Warning Squadron 隊部：三泽）第28分遣隊成立
- 1955年：航空自衛隊第9025部隊开始訓練
- 1961年：随着北部航空警戒管制团的建成，组建第28警戒群
- 1963年：从美軍手中接管雷达设施
- 1983年：发生大韓航空007號班機空難。该基地所探知的状况也传达至国会[1]。
- 1990年：第105基地防空隊新編・配備
- 2000年：第28警戒隊縮編
- 2002年：自衛隊基于南方重視方針而将第105基地防空隊撤销
- 2004年：设备更新为三次元雷达J/FPS-4